# Madeleine L'Engleová
Madeleine L'Engleová (29. listopadu 1918 New York – 6. září 2007 Litchfield) byla americká spisovatelka sci-fi a fantasy, literatury faktu, poezie a knih pro mládež. Jejím nejznámějším dílem je knižní série Struny času, za jejíž třetí díl A Swiftly Tilting Planet získala roku 1980 National Book Award za literaturu pro mládež. Svou první knihu vydala v roce 1945, román The Small Rain. V jejích dílech se odráží jak její křesťanská víra, tak silný zájem o moderní vědu. Byla episkopalistkou, nicméně odmítala věřit ve spasení pouze křesťanů, takže mnoho křesťanských knihkupectví odmítlo prodávat její knihy, řada z nich byla zakázána i v evangelikálních křesťanských školách a knihovnách. Pro ateistické kritiky byly její knihy zase příliš náboženské. Byla vážně zraněna při automobilové nehodě v roce 1991, ale zotavila takřka plně. Mnohem větší ranou pro ni bylo, když roku 1999, ve 47 letech, zemřel její syn na následky dlouhodobého alkoholismu. V roce 2004 obdržela National Humanities Medal, ale pro špatný zdravotní stav se ceremoniálu již nemohla zúčastnit. Zemřela v pečovatelském zařízení v Connecticutu.

### Česky vyšlo

#### Série Struny času
- V pasti času, Slovart 2018 (překlad Barbara Hajná)
- Vítr ve dveřích, Slovart 2018 (překlad Barbara Hajná)